# طالش‌خیل
طالش خیل، روستایی است از توابع بخش مرکری شهرستان عباس آباد در استان مازندران ایران.

## جمعیت
این روستا در دهستان لنگارود سرقی قرار دارد و براساس سرشماری مرکز آمار ایران در سال ۱۳۹۵، جمعیت آن ۱۸۷ نفر (۶۰ خانوار) بوده‌است. مردم طالش خیل از قومیت طبری هستند مردم طالش خیل به زبان طبری (مازندرانی) سخن می‌گویند.